# Nicholas Ridley (politico)
Nicholas Ridley, barone Ridley of Liddesdale (Northumberland, 17 febbraio 1929 – Carlisle, 4 marzo 1993) è stato un politico britannico del Partito Conservatore.

## Biografia
È l'ultimogenito di Matthew White Ridley, III visconte di Ridley e Ursula Lutyens, figlia dell'architetto Edwin Lutyens. In qualità di presidente del gruppo Selsdon, una lobby di libero mercato all'interno del partito conservatore, era strettamente allineato con Margaret Thatcher e divenne uno dei suoi ministri di Stato presso il Foreign and Commonwealth Office nel 1979. Responsabile delle Isole Falkland, si dedicò alla disputa per la sovranità con l'Argentina.
In qualità di Segretario di Stato per i trasporti, Ridley svolse una funzione chiave nella creazione di scorte di carbone prima dello sciopero dei minatori del 1984-85, che aiutò il governo a sconfiggere la National Union of Mineworkers (NUM). In qualità di Segretario di Stato per l'Ambiente, Ridley si oppose alla costruzione di un complesso residenziale a basso costo vicino alla sua stessa proprietà; a causa di questa vicenda divenne popolare l'espressione NIMBY. È stato anche responsabile dell'introduzione della "tassa elettorale" (formalmente nota come Community Charge), che è stato uno dei principali fattori che hanno portato alle dimissioni della Thatcher nel 1990. È stato nominato pari a vita nel 1992, e morì d'un carcinoma del polmone meno d'un anno dopo (è stato un fumatore di sigarette accanito).

## Ascendenza
|                                              |                                |                                         | Genitori                                        |  |  | Nonni |  |  | Bisnonni                          |  |  | Trisnonni                          |  |
|                                              |                                |                                         |                                                 |  |  |       |  |  | Matthew Ridley, I visconte Ridley |  |  | Matthew White Ridley, IV baronetto |  |
|                                              |                                |                                         |                                                 |  |  |       |  |  | Matthew Ridley, I visconte Ridley |  |  | Matthew White Ridley, IV baronetto |  |
|                                              |                                | Cecilia Anne Parke                      |                                                 |  |  |       |  |  | Matthew Ridley, I visconte Ridley |  |  |                                    |  |
| Matthew Ridley, II visconte Ridley           |                                |                                         |                                                 |  |  |       |  |  | Matthew Ridley, I visconte Ridley |  |  |                                    |  |
|                                              |                                | Mary Georgiana Marjoribanks             | Dudley Marjoribanks, I barone Tweedmouth        |  |  |       |  |  |                                   |  |  |                                    |  |
|                                              |                                | Mary Georgiana Marjoribanks             | Dudley Marjoribanks, I barone Tweedmouth        |  |  |       |  |  |                                   |  |  |                                    |  |
|                                              |                                | Mary Georgiana Marjoribanks             | Isabella Hogg                                   |  |  |       |  |  |                                   |  |  |                                    |  |
| Matthew White Ridley, III visconte Ridley    |                                | Mary Georgiana Marjoribanks             |                                                 |  |  |       |  |  |                                   |  |  |                                    |  |
|                                              |                                | Ivor Guest, I barone Wimborne           | John Josiah Guest, I baronetto                  |  |  |       |  |  |                                   |  |  |                                    |  |
|                                              |                                | Ivor Guest, I barone Wimborne           | John Josiah Guest, I baronetto                  |  |  |       |  |  |                                   |  |  |                                    |  |
|                                              |                                | Ivor Guest, I barone Wimborne           | Charlotte Bertie                                |  |  |       |  |  |                                   |  |  |                                    |  |
| Rosamond Guest                               |                                | Ivor Guest, I barone Wimborne           |                                                 |  |  |       |  |  |                                   |  |  |                                    |  |
|                                              |                                | Cornelia Spencer-Churchill              | John Spencer-Churchill, VII duca di Marlborough |  |  |       |  |  |                                   |  |  |                                    |  |
|                                              |                                | Cornelia Spencer-Churchill              | John Spencer-Churchill, VII duca di Marlborough |  |  |       |  |  |                                   |  |  |                                    |  |
|                                              |                                | Cornelia Spencer-Churchill              | Frances Anne Vane-Stewart                       |  |  |       |  |  |                                   |  |  |                                    |  |
| Nicholas Ridley, barone Ridley di Liddesdale |                                | Cornelia Spencer-Churchill              |                                                 |  |  |       |  |  |                                   |  |  |                                    |  |
|                                              | Charles Augustus Henry Lutyens | Charles Lutyens                         |                                                 |  |  |       |  |  |                                   |  |  |                                    |  |
|                                              | Charles Augustus Henry Lutyens | Charles Lutyens                         |                                                 |  |  |       |  |  |                                   |  |  |                                    |  |
|                                              | Charles Augustus Henry Lutyens | Frances Jane Fludger                    |                                                 |  |  |       |  |  |                                   |  |  |                                    |  |
| Edwin Lutyens                                | Charles Augustus Henry Lutyens |                                         |                                                 |  |  |       |  |  |                                   |  |  |                                    |  |
|                                              |                                | Mary Theresa Gallwey                    | John Gallwey                                    |  |  |       |  |  |                                   |  |  |                                    |  |
|                                              |                                | Mary Theresa Gallwey                    | John Gallwey                                    |  |  |       |  |  |                                   |  |  |                                    |  |
|                                              |                                | Mary Theresa Gallwey                    | Bridget Ellen Blood                             |  |  |       |  |  |                                   |  |  |                                    |  |
| Ursula Lutyens                               |                                | Mary Theresa Gallwey                    |                                                 |  |  |       |  |  |                                   |  |  |                                    |  |
|                                              |                                | Robert Bulwer-Lytton, I conte di Lytton | Edward Bulwer-Lytton, I barone Lytton           |  |  |       |  |  |                                   |  |  |                                    |  |
|                                              |                                | Robert Bulwer-Lytton, I conte di Lytton | Edward Bulwer-Lytton, I barone Lytton           |  |  |       |  |  |                                   |  |  |                                    |  |
|                                              |                                | Robert Bulwer-Lytton, I conte di Lytton | Rosina Wheeler                                  |  |  |       |  |  |                                   |  |  |                                    |  |
| Emily                                        |                                | Robert Bulwer-Lytton, I conte di Lytton |                                                 |  |  |       |  |  |                                   |  |  |                                    |  |
|                                              |                                | Edith Villiers                          | Edward Ernest Villiers                          |  |  |       |  |  |                                   |  |  |                                    |  |
|                                              |                                | Edith Villiers                          | Edward Ernest Villiers                          |  |  |       |  |  |                                   |  |  |                                    |  |
|                                              |                                | Edith Villiers                          | Elizabeth Charlotte Liddell                     |  |  |       |  |  |                                   |  |  |                                    |  |
|                                              |                                | Edith Villiers                          |                                                 |  |  |       |  |  |                                   |  |  |                                    |  |